# Polyrhachis templi
Polyrhachis templi é uma espécie de formiga do gênero Polyrhachis, pertencente à subfamília Formicinae.